# Paul Kinnaird
Paul Kinnaird (Glasgow, 11 novembre 1966) è un ex calciatore scozzese, di ruolo attaccante.

## Carriera
Ala sinistra, vanta 3 presenze in Coppa UEFA. Durante la sua ventennale carriera gioca tra Inghilterra, Scozia, Irlanda del Nord e Islanda.

## Palmarès

### Club

#### Competizioni nazionali
- Coppa di Lega inglese: 1

Norwich City: 1984-1985
- Coppa di Lega irlandese: 1

Derry City: 1993-1994
- Scottish Second Division: 1

Stranraer: 1997-1998

#### Competizioni regionali
- Forfarshire Cup: 1

Dundee United: 1986-1987